# Etch (protocole)
Etch est un framework libre et multiplateforme pour la création de services web, annoncé par Cisco Systems le 22 mai 2008. Etch comprend un langage de description de service, un compilateur, et plusieurs bindings de langage. Son utilisation est complémentaire avec SOAP et CORBA pour la communication efficace entre logiciels sur réseau, surtout lorsque la portabilité, l’indépendance, une taille compacte et une haute performance sont prioritaires. Etch est conçu pour facilement s'intégrer aux parcs informatique et logiciels existants, permettant une transition naturelle vers une architecture orientée services.